# Lucien Theys
Lucien Theys (Overijse, 25 februari 1927 - aldaar, 19 januari 1996) was een Belgische atleet, die gespecialiseerd was in de lange afstand en het veldlopen. Hij nam tweemaal deel aan de Olympische Spelen en veroverde op vier verschillende onderdelen zes Belgische titels.

## Biografie
Lucien Theys begon zijn sportieve carrière als voetballer in Overijse. Uitgenodigd door een vriend nam hij in 1944 deel aan de Cross van Le Soir. Hij werd derde en besloot zich aan te sluiten bij de atletiekclub van Union Sint-Gillis. In 1948 werd hij voor het eerst Belgisch kampioen op de 3000 m steeple. Op dit nummer nam hij ook deel aan de Olympische Spelen van 1948 in Londen.
In 1950 werd Lucien Theys op de renbaan van Bosvoorde voor het eerst Belgisch kampioen veldlopen. Drie weken later zou hij op dezelfde plaats de Landencross winnen. Hij werd dat jaar ook zesde op de Europese kampioenschappenBrussel op de 5000 m.
Lucien Theys nam ook deel aan de Olympische Spelen van 1952 in Helsinki, waar hij de finale haalde op de 5000 m.
Lucien Theys verbeterde in 1953 het Belgisch record op de 10.000 m. Op dit nummer nam hij ook deel aan de Europese kampioenschappen van 1954 in Bern.

### Clubs
Lucien Theys was aangesloten bij Union Sint-Gillis.

## Kampioenschappen

### Internationale kampioenschappen
| Onderdeel   | Titel                | Jaar |
| ----------- | -------------------- | ---- |
| veldlopen   | Landencross kampioen | 1950 |
| 3 Eng. mijl | Brits AAA-kampioen   | 1950 |

### Belgische kampioenschappen
| Onderdeel      | Jaar       |
| -------------- | ---------- |
| 5000 m         | 1949, 1950 |
| 10.000 m       | 1953       |
| 3000 m steeple | 1948       |
| veldlopen      | 1950, 1953 |

## Persoonlijk records
| Onderdeel     | Prestatie | Datum        | Plaats   |
| ------------- | --------- | ------------ | -------- |
| 5000 m        | 14.21,62  | 22 juli 1952 | Helsinki |
| 10.000 m      | 30.16,6 s | 1 juli 1953  | Helsinki |
| 3000m steeple | 9.32,8    | 1948         |          |

## Palmares

### 3 mijl
- 1950:  Brits kampioen – 14.09,0

### 5000 m
- 1949:  BK AC
- 1950:  BK AC
- 1950: 6e EK in Brussel – 14.42,4
- 1952: 14e OS in Helsinki – 14.59,0

### 10.000 m
- 1953:  BK AC
- 1954: 19e EK in Bern – 31.26,6
- 1955:  Interl. Ned.-België te Den Haag - 31.48,0

### 3000 m steeple
- 1948:  BK AC
- 1948: 6e reeks OS in Londen – 9.37,4

### veldlopen
- 1949:  BK AC in Bosvoorde
- 1950:  BK AC in Bosvoorde
- 1950:  Landencross in Bosvoorde
- 1953:  BK AC

### weg
- 1950:  San Silvester Corrida in São Paulo (7,3 km) – 22.37,8

## Onderscheidingen
- 1950: Grote Ereprijs KBAB